# Aspidolea suturalis
Aspidolea suturalis är en skalbaggsart som beskrevs av Höhne 1922. Aspidolea suturalis ingår i släktet Aspidolea och familjen Dynastidae. Inga underarter finns listade.